# Nic dziwnego
Nic dziwnego – album Łony, wydany w 2004 roku przez Asfalt Records. Płytę promowały klipy Rozmowy z cutem oraz Nie ufajcie Jarząbkowi. Reedycja ukazała się w 2011 roku.
Nagrania dotarły do 12. miejsca zestawienia OLiS. 

## Spis utworów
Opracowano na podstawie materiału źródłowego.
1. "Dzień dobry" - 0:35
2. "Nie ufajcie Jarząbkowi" (produkcja, muzyka: Webber, scratche: DJ Twister) - 2:30
3. "Artysto drogi I" (produkcja, muzyka: Webber, Łona) - 3:11
4. "Nie gadaj tyle" (produkcja, muzyka: Webber) - 3:32
5. "A dokąd to?" (produkcja, muzyka: Webber, scratche: DJ Twister) - 3:41[A]
6. "Artysto drogi II" (produkcja, muzyka: Webber) - 2:39
7. "Rozmowy z cutem" (produkcja, muzyka: Łona, Webber, scratche: DJ Twister) - 3:01
8. "Reż te herbę" (produkcja, muzyka: Webber) - 2:48
9. "Nieruchomości" (produkcja, muzyka: Łona, Webber, scratche: DJ Twister) - 3:39
10. "Nie jest dobrze" (produkcja, muzyka: Webber) - 2:52
11. "Nic dziwnego" (produkcja, muzyka: Łona, Webber) - 3:05
12. "Ballada o szlachetnym czorcie" (produkcja, muzyka: Webber, scratche: DJ Twister) - 2:16
13. "Dobranoc/Do ciebie, Aniu, szłem" (gościnnie: Kula, produkcja, muzyka: Maciej Cybulski, Webber, scratche: DJ Twister) - 4:55

Notatki
- A^ W utworze wykorzystano sample z piosenek "Gdzie nie spojrzę ty" Anny Jantar i "Úthenger" w wykonaniu Bergendy[9].